# Tópica (psicoanálisis)

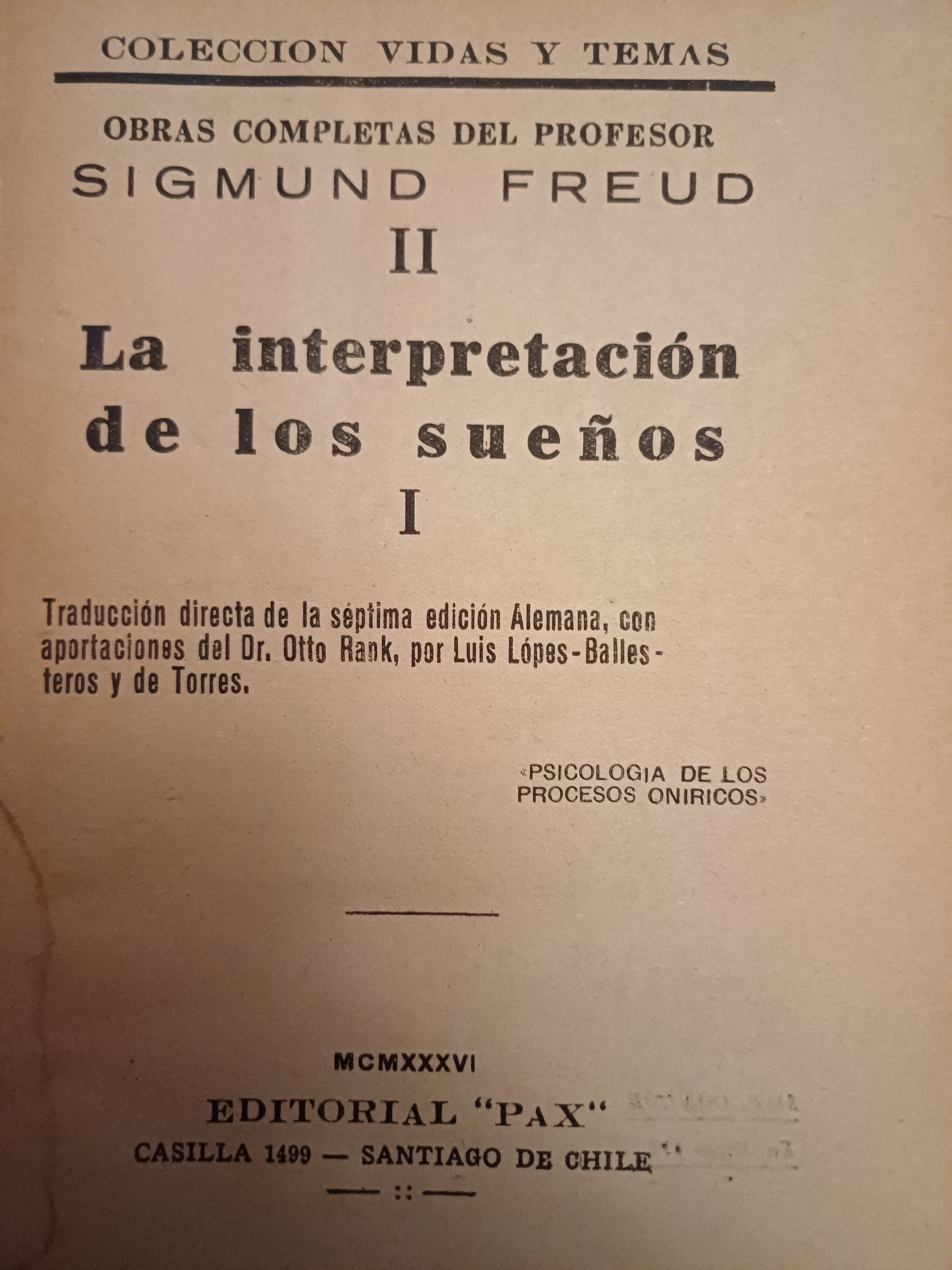
Portada del volumen I de la traducción directa del alemán al español de La interpretación de los sueños, de Sigmund Freud, a cargo de Luis López-Ballesteros y de Torres, editada en 1936 en Santiago de Chile.

El término tópica, que proviene de la palabra griega τόπoς (topos, «lugar»), aludía inicialmente en psicoanálisis (utilizado en La interpretación de los sueños) a los "lugares" y luego a las "instancias" en que ocurren los procesos psíquicos. Según aclaran Jean Laplanche y Jean-Bertrand Pontalis en su Diccionario de psicoanálisis, el término hace referencia a una:

"Teoría o punto de vista que supone una diferenciación del aparato psíquico en cierto número de sistemas dotados de características o funciones diferentes y dispuestos en un determinado orden entre sí, lo que permite considerarlos metafóricamente como lugares psíquicos de los que es posible dar una representación espacial figurada. Corrientemente se habla de dos tópicas freudianas, la primera en que se establece una distinción fundamental entre inconsciente, preconsciente y consciente, y la segunda que distingue tres instancias: el ello, el yo, el superyó".

La primera tópica suele denominarse también "modelo espacial" del aparato psíquico, en contraposición al "modelo estructural", que quedaría definido con las tres instancias psíquicas de la segunda tópica.[cita requerida]
En general, la obra de Freud entre 1900 y 1920 se considera dominada por la primera concepción tópica, mientras que a partir de 1920 (más precisamente a partir de 1923) y hasta 1939 se consideran escritos que obedecen a las concepciones teóricas de la segunda tópica.[cita requerida]

## Interpretaciones de la segunda tópica en la historia del movimiento psicoanalítico
La segunda tópica de Freud trajo consigo un acalorado debate entre los seguidores de Freud. Esta controversia teórica acabó por delimitar distintas escuelas de psicoanálisis. Quienes pusieron el énfasis en la importancia del yo como instancia psíquica mediadora en el conflicto esencial que constituye al sujeto, fundaron la corriente de la psicología del yo (Ego Psychology). Otras corrientes, como la kleiniana, la psicología del Self o la corriente lacaniana, privilegiaron en este momento del debate teórico al ello. El yo entonces es redefinido y se le agrega el concepto de «sí-mismo» (en la psicología del Self) o de «sujeto» (en el lacanismo).

## Tópica en el psicoanálisis lacaniano
En el psicoanálisis de orientación lacaniana se denomina «tópica» a los tres registros definidos por Lacan como lo real, lo imaginario y lo simbólico. También aquí existió un primer momento de la obra de Lacan hasta 1970, la «primera tópica lacaniana», donde el registro u orden de «lo simbólico» ocupa el lugar predominante y una «segunda tópica» (en su obra desde 1970 a 1978) donde aparece el «registro de lo real» ocupando la posición predominante.

## Como concepto metapsicológico
El concepto de «tópica» también fue utilizado por Freud para describir uno de los tres puntos de vista en su metapsicología. Mientras que el punto de vista "tópico" se encarga de determinar el lugar del acontecer psíquico, el punto de vista dinámico describe las relaciones entre los sistemas, al conflicto y al proceso transaccional mismo, mientras el punto de vista económico los flujos y el equilibrio energético. En los textos metapsicológicos y en particular en su ensayo Lo inconsciente, Freud insiste en la necesidad de abordar el análisis de cada proceso, mecanismo o fenómeno psíquico desde estos tres puntos de vista: tópico, dinámico y económico:

«Propongo que cuando consigamos describir un proceso psíquico en sus aspectos dinámicos, tópicos y económicos, eso se llame una exposición metapsicológica.»

Lo tópico dice relación con los lugares (conceptuales, metafóricos) en donde ocurren los procesos psíquicos. Se trata de un concepto esencialmente espacial, pero que por cierto no tiene nada que ver con localizaciones en el sistema nervioso central:

«Nuestra tópica psíquica, provisionalmente, nada tiene que ver con la anatomía; se refiere a regiones del aparato psíquico, donde quiera que estén situadas dentro del cuerpo, y no a localidades anatómicas.»

Lo dinámico apunta a lo procesual, al conflicto entre sistemas en el acaecer anímico y puntualmente a la manera específica en que ocurren las investiduras. Siendo los fenómenos psíquicos resultantes del conflicto de fuerzas de origen pulsional, el punto de vista dinámico apunta a la observación de los mecanismos que regulan las formaciones transaccionales (de compromiso entre los sistemas en conflicto).[cita requerida]
Lo económico se refiere en cambio al consumo, ahorro, conservación y en general al flujo de energía libidinal, la estimación al menos relativa de «los destinos de las magnitudes de excitación». La hipótesis es que los procesos psíquicos pueden observarse en acuerdo a la circulación y distribución de energía (pulsional) y que esta sería cuantificable, es decir, una energía que puede aumentar, conservarse o disminuir, y respecto de la que se pueden establecer relaciones y operaciones (de equivalencia, de equilibrio, de compensación, suma, resta, etcétera).